# 오다이라촌 (미야기현)
오다이라촌(大平村)은 1954년까지 미야기현 갓타군에 있던 촌이다. 현재의 시로이시시에 해당한다.

## 역사
- 1954년 4월 1일 - 시로이시 정, 사이카와 촌, 고스고 촌, 오타카사와 촌, 시라카와 촌, 후쿠오카 촌과 합병해 시로이시시가 성립하였다. 동일 오다이라촌이 폐지되었다.
- 1889년 4월 1일 - 정촌제 시행과 함께 3촌이 합병해 오다이라촌이 성립하였다.

## 교통
- 국철 도호쿠 본선 - 역없음
  - 구 오다이라 촌 지역에는 도호쿠 신칸센과 도호쿠 본선이 교차하는 지점(시로이시시 다이헤이나카메, 시로이시역과 오시가와역 사이)이 있기 때문에 당초 이곳에 신칸센의 시로이시자오역을 설치하여 재래선과의 환승역으로 삼는 계획이 세워져 있었다.